# Water Conservation Order
Eine Water Conservation Order ist in Neuseeland eine Gesetzesvorschrift, die Eigenschaften eines Gewässers außerhalb von allgemeinen Schutzgebieten wie Nationalparks unter Schutz stellt. Der Schutz kann einerseits das Gewässer insgesamt unter Schutz stellen als auch einzelne Aspekte, die das Gewässer als Ganzes betreffen. Sie kann auf Fließgewässer, Seen, Teiche, Feuchtgebiete, geothermale Wässer und Grundwasserleiter angewendet werden.
Bis 2001 war Rechtsgrundlage der Abschnitt 20 D des Water and Soil Conservation Act 1967, seitdem Abschnitt 214 des Resource Management Act 1991.

## Umfang des Schutzes
In Neuseeland wird eine Water Conservation Order genutzt, um natürliche, kulturelle und Erholungswerte eines Gewässers zu schützen. Dazu gehören:
- der Lebensraum von Organismen im und am Wasser
- die Fischerei
- besonders wilde, malerische und andere natürliche Eigenschaften
- Wert für die Wissenschaft
- besondere ökologische Bedeutsamkeit
- Erholungswert
- historischer, spiritueller oder kultureller Wert
- besondere Bedeutsamkeit für die Māori

Eine solche Order beschränkt die örtlichen Verwaltungen in ihrer Entscheidungsfreiheit zum Beispiel in Bezug auf die Wassermenge und -qualität, Durchfluss oder Pegelhöhe, die maximal zulässige Wasserentnahme, die  maximale Schadstoffeinleitung
und oder  Temperatur- und Druckbereiche.

## In Kraft befindliche Orders
Stand April 2018 sind 15 Water Conservation Orders in Kraft, sie betreffen folgende Gewässer:
(in Klammern: Datum des Erlasses)
- National Water Conservation Orders (Erlass unter Water and Soil Conservation Act 1967):[3]
  - Motu River (1984)
  - Rakaia River (1988)
  - Lake Wairarapa (1989)
  - Manganuioteao River (1989)
  - Lake Ellesmere / Te Waihora (1990)
  - Ahuriri River (1990)
  - Grey River (1991)
- Water Conservation Orders nach Resource Management Act 1991[3]
  - Rangitīkei River (1993)
  - Kawarau River (1993)
  - Mataura River (1997)
  - Buller River (2001)
  - Motueka River (2004)
  - Mohaka River (2004)
  - Rangitata River (2006)
  - Ōreti River (2008)